# Stejnegers næbhval
Stejnegers næbhvalen (Mesoplodon stejnegeri) er en art i familien af næbhvaler i underordenen af tandhvaler. Dyret bliver 5-5,3 m langt og vejer 1-1,5 t.